# فيليب كوشران
فيليب كوشران (بالإنجليزية: Philip Cochran)‏ هو عسكري أمريكي، ولد في 29 يناير 1910 في إيري في الولايات المتحدة، وتوفي في 26 أغسطس 1979 في جينيسيو في الولايات المتحدة.